# Timea cumana
Timea cumana är en svampdjursart som beskrevs av Gustavo Pulitzer-Finali 1978. Timea cumana ingår i släktet Timea och familjen Timeidae. Inga underarter finns listade i Catalogue of Life.